# Argumentum ad hominem
Az argumentum ad hominem (latinul „személy elleni érvelés”, „személyeskedés”), vagy röviden ad hominem, olyan érvelési hiba, amely a vitapartner személyét, tulajdonságait, vagy személyes érdekeit veszi célba, gyakran elvonva a figyelmet arról, amit a másik fél állít.

## Fajtái

### Gyalázkodó, sértegető
A gyalázkodó vagy sértegető típusú érv (más néven argumentum ad personam) azt jelenti, hogy egy személy tulajdonságainak vagy cselekedeteinek hibái miatt nem fogadjuk el, amit mond, függetlenül állításainak tartalmától.
Példa:
„János téved, mikor azt állítja, hogy Isten nem létezik, mert ő egy elítélt bűnöző.”

### A körülményektől függő
Amikor azt állítjuk, hogy a vitapartner körülményeiből adódóan képvisel egy bizonyos fajta álláspontot, és emiatt nem fogadjuk el az általa mondottakat.
Példa:
„A dohányipar képviselői tévednek, mikor azt állítják, hogy a dohányipar bevételei az egészségügyre is fordíthatóak, mivel csak saját milliárdos pénzügyi befektetéseiket védelmezik.”

### „Tu quoque”
A „te is” („tu quoque”) érvelés azt jelenti, hogy egy állítást érvénytelennek tekintünk, mert inkonzisztens megfogalmazója korábbi állításaival vagy cselekedeteivel. Ha A személy állítását B személy azzal a ténnyel vitatja, hogy A személy is hasonlóképpen cselekedett a múltban, azzal B személy tu quoque érvelési hibát követ el.
Példák:
„Éveken keresztül temérdek húst ettél, ne kezdd el nekem a vegán propagandád!”
„Nem vádolhatsz engem rágalmazással, mivel magad is követtél el rágalmazást.”

### Pejoratív kapcsolat
Érvénytelen érveléstechnikának számít, ha egy személy állításaival szemben azzal érvelnek, hogy más, negatívan megítélt személy is hasonló nézeteket vall, vagy vallott.
Példa:
„Béla téved, miszerint az ateisták ugyanolyan erkölcsösek lehetnek; hiszen Sztálin maga is ateista volt.”

## Helyes alkalmazása
Az érvelés során nem minden, másik személyét érintő kritika számít érvelési hibának. Vannak olyan esetek, amikor a kommunikátor személye, és tulajdonságai relevánsak lehetnek az illető mondandója szempontjából. Ha például egy politikus hazugsága lelepleződik, akkor a politikus őszintétlenségre való hajlama fontos szempont lehet megválasztása kapcsán.

## Kritikája
Doug Walton kanadai akadémikus és író szerint az ad hominem érvelés nem mindig hibás, és bizonyos esetekben az egyén magatartásának, karakterének, érdekeltségeinek stb. megkérdőjelezése a vita szempontjából jogos és releváns lehet, például amikor konkrétan képmutatásról vagy az illető saját álláspontjának ellentmondó viselkedéséről van szó.
Egy másik kritika Charles Taylor filozófus nevéhez köthető, aki úgy gondolja, az ad hominem érvelés kulcsfontosságú lehet bizonyos erkölcsi kérdések megértésében, az egyének és az erkölcs (vagy erkölcsi állítások) közötti kapcsolat természete miatt, és szembeállítja ezt az érvelésfajtát a filozófiai naturalizmus apodiktikus érvelésével (ami önevidens, egyértelmű tényeken alapul).

## Lásd még
- Logika
- Érvelési hiba